# Malaise
Malaise är ett svenskt gothrockband från Uppsala som sägs ha startat genren electrogoth. Bandet har sedan starten släppt sina skivor på det svenska bolaget Memento Materia. De debuterade 1993 med minialbumet Secession som senare följdes upp med Fifty-Two Ways. De enda ursprungliga medlemmarna som finns kvar idag är sångaren och låtskrivaren Martin Danielsson och gitarristen Fredrik Leijström.

## Diskografi
- 1993 – Secession
- 1996 – Fifty-Two Ways
- 1999 – A World Of Broken Images
- 2003 – Re-Assimilated
- 2005 – Hypnotised By Forgotten Lies